# Чечевичное молоко

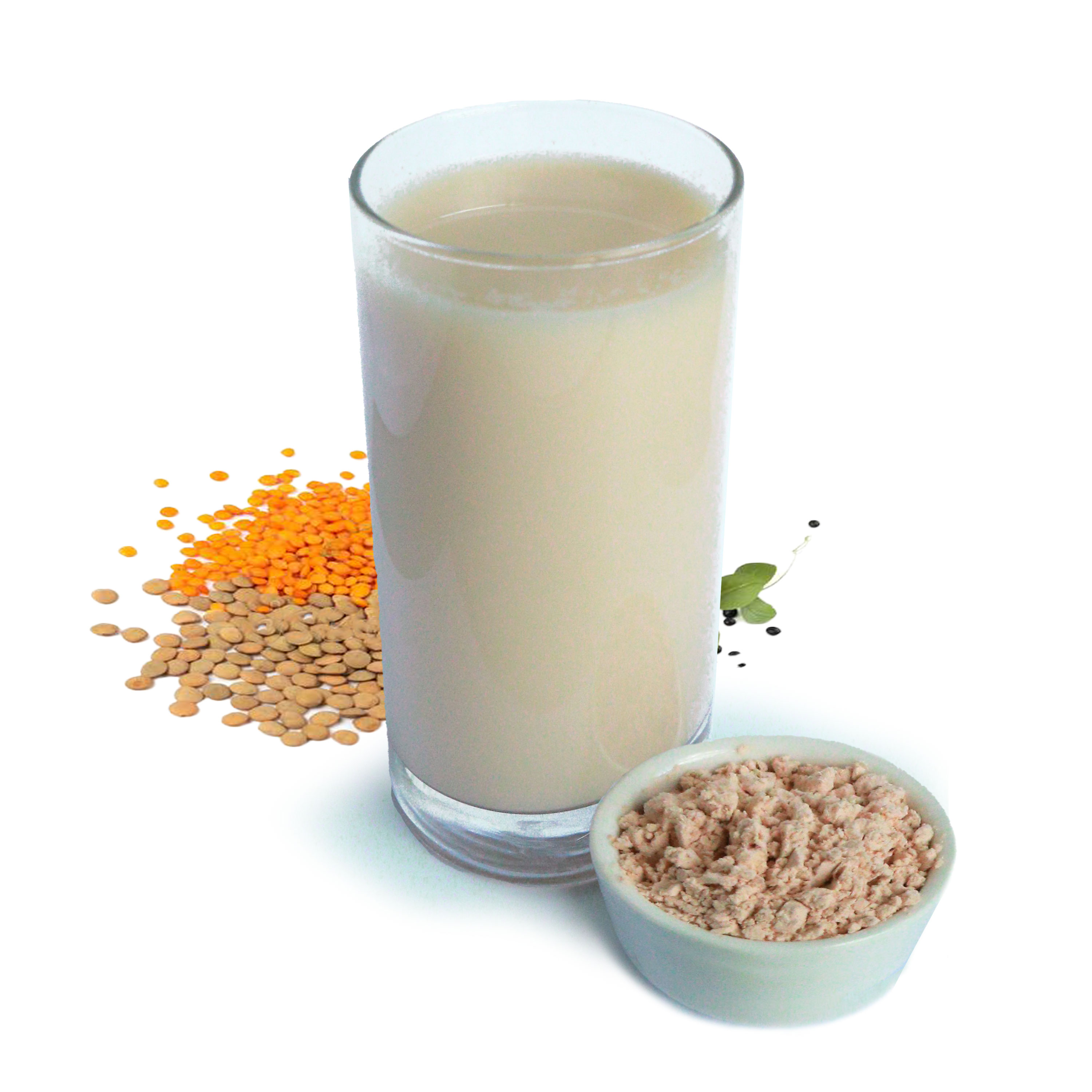
Чечевичное молоко

Чечеви́чное молоко́ — диетический пищевой продукт в разновидностях «растительного молока» (лат. Lac pegetabilе) — суррогатного заменителя молока животного происхождения (особенно богатого непероносимой многими людьми лактозой в коровьем молоке), — приготавливаемого из семян и/или плодов зернобобовой культуры рода Чечевица (лат. Lens) семейства Бобовые (лат. Fabaceae) — чечевицы пищевой обыкновенной (лат. Lens culinaris), — богатой растительным белком, способным заменить по питательным свойствам хлеб, крупу и даже мясо, и используемом в качестве питья и/или составной части и основы кулинарных изделий и блюд.

## Историческая справка
Чечевица и продукты питания из этого растения известны с эпохи неолита. Упоминание об этой растительной культуре неоднократно встречается в Ветхом Завете С давних времён чечевица ценилась как лекарственное растение: древнеримские врачи использовали её для лечения желудочных заболеваний и нервных расстройств, считая, что постоянное употребление растения в пищу делает человека спокойным и терпеливым. В старинных русских травниках настой из чечевицы и/или чечевичное молоко рекомендовали пить при заболевании оспой. Жидкий отвар хорошо помогает справиться с запорами, а густой выступает как вяжущее средство при желудочно-кишечных заболеваниях. Отвар чечевицы и чечевичное молоко из пророщенных семян также рекомендуют принимать при почечнокаменной болезни и заболеваниях печени.

## Особенности
Чечевичное молоко представляет собой эмульсионно-подобную взвесь в виде своеобразной жидкости светло-кремового молочного цвета. В зависимости от концентрации имеет различную густоту и/или плотность. Продукт не является природно-образуемым или естественным и побочным продуктом растительного происхождения, как — к примеру, — молоко животного происхождения, вырабатываемого железами молочной секреции млекопитающих. Это суррогатный заменитель животного молока, который является стабильной эмульсионной смесью растительного масла, воды и белка (лат. Еmulsio). В отличие от плотного и тягучего, горького и зачастую ядовитого млечного сока некоторых растений, которые иногда также именуются «растительным молочком», растительное молоко используется в пищу людей и применяется в качестве основы при приготовлении кулинарных блюд и изделий. Как и любое растительное молоко, чечевичное молоко по внешнему виду и консистенции напоминает молоко животных, но имеет своеобразный вкус и запах — свойственный используемым для приготовления питья бобам или семенам чечевицы. В отличие от коровьего молока, в чечевичном молоке нет неусваиваемой многими людьми лактозы, вызывающей аллергические реакции и неудобства (вздутие живота, диарею и т. д.); при отсутствии насыщенных жиров оно также содержит большое количество пищевых волокон и, в отличие от обычного коровьего молока, не приводит к увеличению содержания холестерина в организме.

### Состав и пищевая ценность
Чечевичное молоко богато естественными минералами, витаминами, жирами и особенно белками, — содержащимися в семенах и самом растении, из которых готовится питьё, — не подвергшихся распаду при термической обработке.
Чечевичное молоко содержат около 25 % белка, 0,7 % жира, 60 % углеводов и множество витаминов и минералов. Оно богато не только белком, но и растворимой клетчаткой, которая снижает уровень холестерина. В таком молоке в два раза больше железа, чем в других молочных продуктах на основе бобовых и иных зерновых растений. Чечевичное молоко богато витаминами группы В и фолиевой кислотой. Растительное молоко из темной чечевицы, которая содержит особый пигмент, обладает антиоксидантными свойствами и может снизить риск сердечно-сосудистых заболеваний.
В зависимости от сорта зёрен-бобов чечевицы, используемых для производства чечевичного молока, в 100 граммах основного сырого продукта питья содержится от 7,6 до 24,3 грамм растительного белка, от 0,4 до 1,9 гр растительного жира, от 17,5 до 56,3 гр углеводов, от 1,9 до 8,9 гр клетчатки или некрахмальных полисахаридов, от 220 до 940 миллиграмм калия, от 16 до 71 мл кальция, от 100 до 350 мг фосфора, от 2 до 11 мг железа, от 20 до 60 мкг β-каротина, от 0,1 до 0,5 мг тиамина или витамина B1, от 0,04 до 0,27 мг рибофлавина или витамина B2, от 0,4 до 2,2	мг никотиновой кислоты, от 0,11 до 0,93 мг витамина B6, от 60 до 198 мг триптофана, что обеспечивает от 100 до 279 килокалорий) на 240 миллилитров готового продукта.

## Производство
Чечевичное молоко получают путём дробления вымоченных и/или пророщенных зёрен-бобов семян растения со значительном количеством воды (в зависимости о желаемой концентрации — от ¼ до ⅛ и выше), с последующим очищением полученного полуфабриката от пульпы — осадка из шелухи и нераздробленных твёрдых частиц процеживанием. Полученное таким образом питьё употребляется в сыром виде или используемом в качестве сырья для дальнейшего приготовления киселей, мороженого, растительных сливок, веганского сыра и соевого йогурта, а также иных блюд.

## Применение
Чечевичное молоко используют в качестве приготовленного кустарным или промышленным способом напитка в виде молочно-подобной белой эмульсионной взвеси на водной и растительной основе. Используется «в сыром виде» или для приготовления различных кулинарных блюд. В основном популярно и используется гурманами и/или приверженцами вегетарианства (веганами). Из чечевичного молока можно готовить кисели, смузи, соусы, десерты и т. д. В чечевичное молоко могут добавляться различные подсластители (карамель, мёд, сахар, шоколад и пр.) и ароматизаторы (ягоды, фрукты, ваниль и т. п.).

## Научные исследования
Научно-исследовательским и практическим методом обоснована возможность получения органической формы йода из пророщенной в йодированной среде чечевицы с последующим получением пищевых продуктов в виде растительного молока. Исследованы органолептические, физико-химические показатели получаемого молока, а также витаминный и аминокислотный составы, повышающие пищевую и биологическую ценность продукта, проведён анализ показателей безопасности и соответствующие требованиям использования в пищевых системах. В ходе проведённой работы был получен продукт со сбалансированным составом в питательных веществах для организма человека.